# Ali-Bierdukowskij
Ali-Bierdukowskij (ros. Али-Бердуковский) – auł w Rosji, w Karaczajo-Czerkiesji, w rejonie chabieskim. W 2010 liczył 5354 mieszkańców.